# صوفيا مليكيان
صوفيا مليكيان (بالأرمنية: Սոֆյա Մելիքյան)‏ عازفة بيانو أرمنية، ولدت في يريفان.
حتى الآن، قامت ميليكيان بجولة في جميع أنحاء إسبانيا، وألمانيا، وفرنسا، وروسيا، وكندا، وأرمينيا، واليابان، وأستراليا، وإيطاليا، وصربيا، والولايات المتحدة.
ظهرت كعازفة منفردة مع الأوركسترا الفيلهارمونية الأرمنية، أوركسترا راديو وإذاعة التليفزيون في إسبانيا، أوركسترا قرطبة السيمفونية، أوركسترا فالنسيا السيمفونية، أوركسترا غرفة أوروبا الجديدة، أوركسترا الأندلس الموسيقية، من بين آخرين.
وقد تم بث عروض مليكيان في الإذاعة والتلفزيون الوطني الإسباني، والإذاعة والتلفزيون الوطنيين في أرمينيا، والإذاعة الوطنية في كاتالونيا، ومحطة إذاعة WFMT في شيكاغو، ومحطة التلفزيون الفرنسية Muzzik، ومحطة راديو WXQR في نيويورك، وغيرها. كما أصدرت ميليكيان قرصين مدمجين يضمان موسيقى هايدن وشومان ورخمانينوف وألبنيز ودوتيلو وخاتشاتوريان.
فازت صوفيا مليكيان بالجائزة الأولى وجائزة المواهب الموسيقية المتميزة في مسابقة ماريسا مونتيل الدولية للبيانو في ليناريس، الجائزة الأولى في مسابقة إيبيزا الدولية للبيانو في إسبانيا، الجائزة الأولى لتفسير الموسيقى التي تمنحها جمعية «أصدقاء كلية أسبانيا» في باريس. كما حصلت أيضاً على جوائز كبرى وخاصة في المسابقات الدولية الخامسة عشرة في جوزيه إيتوربي وماريا كانالز في إسبانيا.
تشمل أبرز الفعاليات الحديثة والقادمة جولات في اليابان وأستراليا وكندا وأوروبا والولايات المتحدة الأمريكية. المظاهر في المهرجان الموسيقي لموسيقى حجرة البحيرات الكبرى مع الناقد كيم كاشكاشيان؛ الجولة الأوروبية مع سيما الثلاثي. ظهور كونشيرتو مع الأوركسترا الفيلهارمونية الأرمنية، وأوركسترا الراديو والتليفزيون الإسبانية.
أكملت صوفيا مليكيان دراستها في المعهد الملكي الملكي في مدريد مع جواكين سوريانو، مدرسة نورمارك دو باريس مع رمزي يسا ومانهاتن للموسيقى في نيويورك حيث كانت طالبة منحة دراسية لسليمان ميكوفسكي. عازفو البيانو الآخرون الذين أشرفوا عليها هم بريجيت إنجيرر، غالينا إيغيازاروفا وإيلينا تاتوليان.

## الروابط الخارجية
- www.sofyamelikyan.com